# Saint-Aubin-Fosse-Louvain
Saint-Aubin-Fosse-Louvain é uma comuna francesa na região administrativa da Pays de la Loire, no departamento de Mayenne. Estende-se por uma área de 14,37 km². Em 2010 a comuna tinha 221 habitantes (densidade: 15,4 hab./km²).